# Iván Ledesma
Iván Ledesma (Barcelona, 5 de enero de 1977)  también conocido como Ivo Romane es un escritor, guionista, músico y director catalán.

## Biografía
Iván lleva desde finales de los años 90 dedicado a la escritura creativa para todo tipo de medios: productoras, televisiones, radios, agencias de eventos y editoriales, aunque desde 2020 se dedica en exclusiva a la creación literaria, durante mucho tiempo compaginó esta labor con su trabajo como TCAI en hospitales e instituciones de salud mental en cuya rama está especializado.   
Negorith fue su primera incursión en la novela, con la que  ganó el Premio Joaquim Ruyra de las letras catalanas otorgado por Òmnium Cultural en 2017. Posteriormente ha escrito libros como 184 Tres días en la calle del ciprés, El rito circular o participado en antologías como Barcelona 2059. Parte de su obra ha sido traducida a diversos idiomas y se ha editado en una docena de países.   
Es el guionista de películas como  Xtremo que fue Nº1 mundial en junio de 2021 en la plataforma Netflix  o Awareness de Amazon. Además ha escrito libros infantiles, como las sagas Diario de Dan o Dragonxs o novelas gráficas para adultos, como La Vampira de Barcelona. Como músico  ha  compuesto y editado un puñado de discos con diversas bandas con las que ha girado por todo el estado español.

## Obra literaria
- Perturbada Realidad Nostromo Ediciones 2011
- Diario de Dan 2 (No dan ni una) Destino 2013
- Diario de Dan 3 (Estos campamentos dan miedo) Destino 2015
- Negorith (Edición en catalán) Ganadora del premio Joaquim Ruyra La Galera 2018
- 184 Dolmen 2018
- La Vampira de Barcelona Norma Cómics 2018
- Dragonxs 1 (La estación de metro fantasma) Destino 2021
- Dragonxs 2 (El mapa en el tiempo) Destino 2021
- Dragonxs 3 (Misterio en el museo de cera) Destino 2021
- Dragonxs 4 (Un verano juntos) Destino 2021
- Negorith (Edición en castellano) El Transbordador 2021
- 3 días en la calle del Ciprés Calanish Editorial 2022
- El rito circular Dolmen Editorial 2022
- Compte! Conté contes! Mai Més 2022
- Negorith 2: Sueños y pesadillas El Transbordador 2023
- Alèxia King i el món sota el llit (Edición en catalán) Obrador Editorial 2023
- Ante dioses indiferentes (Dolmen Editorial) 2024
- A ambos lados del espejo (Obscura Editorial) CAST // A l'altre costat (Spècula) CAT 2024
- Fam!(Edición en catalán) Chronos Editorial 2024 // Gatzara compartido con "L'únic amic del foc" de Edgar Cotes
- Malo hasta el hueso (CAST) Dolent com la tinya (CAT) Obrador Editorial Colección NUXTA 2024

## Antologías en las que ha participado
- Barcelona 2059 (Varios autores) Relato: "El segon lloc" Mai Mes Editorial 2021
- Barcelona Steampunk 1880-1910 (Varios autores) Relato: "EL pabellón de las almas perdidas" Apache Libros 2022
- Arcana Sectarium (Varios autores) Relato: "La divergencia" Apache Libros 2022
- Tàndems fantàstics (Varios autores) Relato escrito junto a Quim Gómez: "Mur de foc" Spècula 2023
- Canallas: Relatos Fantásticos (Varios autores) Relato: "Seis metros bajo tierra" Quanta Media 2023
- Excelsius 2023 (Varios autores) Relato: "Por poco tiempo" Celsius 232 2023
- El fill petit perd el seu vaixell cap a les creuades i altres textos (Varios autores) Relato: "Finit" Catcon 2023
- En Mofongo ho sap i altres contes (Varios autores) Relato: "Xerrada amb Fran" Catcon 2024
- Freakcions 10 (Varios autores) Relato: "Safareixes" Freakcions 2024
- Windumanoth nº22 - Revista de género fantástico (Varios autores) Relato: La casa azul 2024
- Narranación 10 (Varios autores) Relato: "Al fons" Narranación 2025

## Filmografía

### Guionista
- Machetazo (Nostromo Films) 2010
- Xtremo (Netflix) 2021
- Awareness (Amazon Prime) 2023
- Estación Rocafort (Showrunner Films/Nostromo Pictures) 2024

### Director
- Machetazo (Nostromo Films) 2010
- The frozen Throne (2014) Videoclip
- Trollface (2015) Videoclip

### Asesor de Guion
- Operación Camarón

## Discografía

### Radio Raheem
- Guaguancó Barna Party (1997) Lupara Records
- La casa del Putxineli (1999) Bip Bip Records
- Patxoka (2004) Producciones Obsesivas

### Nan Roig
- Pandemonium A.D. (2006) Contra Records
- Via fora (2008) Picap Records

### Romanes
- El pájaro es la clave (2011)
- Mania Ramone (2012)
- Más guillotina (2013) Kasba Music
- 95% Punk (2018)

### Gigante de hierro
- Inmaterium (2016) Kasba Music

### Vader Retro
- Todo Incluido (2019) Autoedición